# La Vie rêvée de Miss Fran
Pour plus de détails, voir Fiche technique et Distribution.
La Vie rêvée de Miss Fran (Sometimes I Think About Dying) est un film américain réalisé par Rachel Lambert et sorti en 2023. Il s'agit d'une adaptation de la pièce de théâtre Killers de Kevin Armento écrite en 2013.
Le film est présenté en avant-première au festival du film de Sundance 2023. Il sort dans les salles l'année suivante.

## Synopsis
Fran vit dans une ville portuaire de l'Oregon. Cette employée de bureau, d'une timidité maladive, passe la plupart de son temps isolée et rêve de sa propre mort. Sa vie bien rangée et organisée va être bouleversée par l'arrivée d'un nouveau collègue, Robert. 

## Fiche technique
- Titre : La Vie rêvée de Miss Fran
- Titre original : Sometimes I Think About Dying
- Réalisation : Rachel Lambert
- Scénario : Kevin Armento, Stefanie Abel Horowitz et Katy Wright-Mead, d'après la pièce de théatre Killers de Kevin Armento
- Musique : Dabney Morris
- Direction artistique : Robert Brecko
- Décors : Daniel Maughiman
- Maquillage : Penelope Irwin
- Photographie : Dustin Lane
- Montage : Ryan Kendrick
- Sociétés de production : Point Productions, Mirror Image Films, Saks Picture Company et Sweet Tomato Films
- Sociétés de distribution : Oscilloscope (entreprise) (USA), Condor Entertainment (France)
- Pays de production :  États-Unis
- Langue originale : anglais
- Format : couleur — Dolby Digital
- Genre : comédie dramatique et romantique
- Durée : 91 minutes
- Dates de sortie :
  - États-Unis : 19 janvier 2023 (festival de Sundance)
  - France : 10 janvier 2024[2]
  - États-Unis : 26 janvier 2024

## Distribution
- Daisy Ridley : Fran
- Dave Merheje : Robert
- Parvesh Cheena : Garrett
- Marcia DeBonis : Carol
- Meg Stalter : Isobel
- Brittany O'Grady : Sophie
- Bree Elrod : Amelia
- Lauren Beveridge : Tellulah
- Ayanna Berkshire : Emma
- Sean Tarjyoto : Sean
- Jeb Berrier : Doug
- Rich Hinz : Rich
- June Eisler : June
- Treasure Lunan : Bennie

## Production
En octobre 2021, il est rapporté que Daisy Ridley avait tourné en secret un drame indépendant à Astoria dans l'Oregon. Le projet sera annoncé plus tard en décembre 2021 dans lequel Ridley a également produit le film sous la direction de Rachel Lambert. Le scénario de Kevin Armento est une adaptation partielle de sa propre pièce Killers de 2013, avec Stefanie Abel Horowitz, qui a réalisé un court métrage du même nom en 2019, également scénariste avec Katy Wright-Mead. Tous les trois avaient également été crédités de l’écriture du scénario du court métrage de 2019 et Horowitz avait également réalisé la pièce de 2013. Le film se déroule dans une petite ville de la côte de l'Oregon.